# Serie A 1976/1977
Soutěžní ročník Serie A 1976/77 byl 75. ročník nejvyšší italské fotbalové ligy a 45. ročník od založení Serie A. Soutěž začala 3. října 1976 a skončila 22. května 1977. Účastnilo se jí opět 16 týmů z toho 13 se kvalifikovalo z minulého ročníku. Poslední tři týmy předchozího ročníku, jimiž byli Ascoli Calcio 1898, Como Calcio a Cagliari Calcio sestoupili do druhé ligy. Opačným směrem putovali tři týmy, jimiž byli Janov 1893 (vítěz druhé ligy), US Catanzaro a US Foggia.
Titul v soutěži obhajoval klub AC Turín, který v minulém ročníku získal své 7. prvenství v soutěži.

## Přestupy hráčů
| Jméno                 | odkud            | kam             |  |
| --------------------- | ---------------- | --------------- |  |
| Fabio Capello         | Juventus FC      | Milán AC        |  |
| José Altafini         | Juventus FC      | FC Chiasso      |  |
| Pietro Anastasi       | Juventus FC      | FC Inter Milán  |  |
| Roberto Boninsegna    | FC Inter Milán   | Juventus FC     |  |
| Antonio Cabrini       | Atalanta BC      | Juventus FC     |  |
| Romeo Benetti         | Milán AC         | Juventus FC     |  |
| Pier Luigi Pizzaballa | Milán AC         | Atalanta BC     |  |
| Giorgio Chinaglia     | SS Lazio         | New York Cosmos |  |
| Angelo Domenghini     | AC Hellas Verona | US Foggia       |  |

## Složení ligy v tomto ročníku
| Klub             | Město     | Stadión                             | Kapacita | Trenér | 1975/76          |
| ---------------- | --------- | ----------------------------------- | -------- | --- | ---------------- |
| Bologna FC       | Bologna   | Stadio Comunale                     | 40 000   | Gustavo Giagnoni (do 12. kola) Cesarino Cervellati                                                                          | 7.               |
| US Catanzaro     | Catanzaro | Stadio Comunale                     | 20 000   | Gianni Di Marzio | Serie B          |
| AC Cesena        | Cesena    | Stadio La Fiorita                   | 35 900   | Giulio Corsini (do 3. kola) Paolo Ferrario + Aldo Neri (do 5. kola) Domenico Rosati (do 9. kola) Paolo Ferrario + Aldo Neri | 6.               |
| AC Fiorentina    | Florencie | Stadio Comunale                     | 58 000   | Carlo Mazzone | 9.               |
| US Foggia        | Foggia    | Stadio Pino Zaccheria               | 27 000   | Roberto Balestri + Héctor Puricelli                                                                                         | Serie B          |
| Janov 1893       | Janov     | Stadio Luigi Ferraris               | 57 800   | Luigi Simoni | Serie B          |
| UC Sampdoria     | Janov     | Stadio Luigi Ferraris               | 57 800   | Eugenio Bersellini | 12.              |
| FC Inter Milán   | Milán     | Stadio Giuseppe Meazza              | 83 000   | Giuseppe Chiappella | 4.               |
| Milán AC         | Milán     | Stadio Giuseppe Meazza              | 83 000   | Giuseppe Marchioro (do 15. kola) Nereo Rocco                                                                                | Bronzová medaile |
| SSC Neapol       | Neapol    | Stadio San Paolo                    | 81 000   | Bruno Pesaola | 5.               |
| AC Perugia       | Perugia   | Stadio Comunale di Pian di Massiano | 28 000   | Ilario Castagner | 8.               |
| SS Lazio         | Řím       | Stadio Olimpico                     | 66 000   | Luís Vinício | 13.              |
| AS Řím           | Řím       | Stadio Olimpico                     | 66 000   | Nils Liedholm | 10.              |
| Juventus FC      | Turín     | Stadio Comunale                     | 71 000   | Giovanni Trapattoni | Stříbrná medaile |
| AC Turín         | Turín     | Stadio Comunale                     | 71 000   | Luigi Radice |                  |
| AC Hellas Verona | Verona    | Stadio Marcantonio Bentegodi        | 42 000   | Ferruccio Valcareggi | 11.              |

## Tabulka
| Poř. | Tým              | Z  | V  | R  | P  | VG | OG | B  |
| ---- | ---------------- | -- | -- | -- | -- | -- | -- | -- |
| 1.   | Juventus FC      | 30 | 23 | 5  | 2  | 50 | 20 | 51 |
| 2.   | AC Turín         | 30 | 21 | 8  | 1  | 51 | 14 | 50 |
| 3.   | AC Fiorentina    | 30 | 12 | 11 | 7  | 38 | 31 | 35 |
| 4.   | FC Inter Milán   | 30 | 10 | 13 | 7  | 34 | 27 | 33 |
| 5.   | SS Lazio         | 30 | 10 | 11 | 9  | 34 | 28 | 31 |
| 6.   | AC Perugia       | 30 | 9  | 11 | 10 | 32 | 28 | 29 |
| 7.   | SSC Neapol 1     | 30 | 9  | 11 | 10 | 37 | 38 | 28 |
| 8.   | AS Řím           | 30 | 9  | 10 | 11 | 27 | 33 | 28 |
| 9.   | AC Hellas Verona | 30 | 7  | 14 | 9  | 26 | 32 | 28 |
| 10.  | Milán AC         | 30 | 5  | 17 | 8  | 30 | 33 | 27 |
| 11.  | Janov 1893       | 30 | 8  | 11 | 11 | 40 | 45 | 27 |
| 12.  | Bologna FC       | 30 | 8  | 11 | 11 | 24 | 31 | 27 |
| 13.  | US Foggia        | 30 | 10 | 6  | 14 | 33 | 39 | 26 |
| 14.  | UC Sampdoria     | 30 | 6  | 12 | 12 | 28 | 42 | 24 |
| 15.  | US Catanzaro     | 30 | 7  | 7  | 16 | 26 | 43 | 21 |
| 16.  | AC Cesena        | 30 | 3  | 8  | 19 | 22 | 48 | 14 |

Poznámky
- Z = Odehrané zápasy; V = Vítězství; R = Remízy; P = Prohry; VG = Vstřelené góly; OG = Obdržené góly; B = Body
- za výhru 2 body, za remízu 1 bod, za prohru 0 bodů.
- při rovnosti bodů rozhodovalo skóre
- 1  SSC Neapol přišla o 1 bod za stadion.

|  | Mistr a přímý postup do PMEZ 1977/78 |
|  | Přímý Postup do Poháru UEFA 1977/78  |
|  | Přímý postup do Poháru PVP 1977/78   |
|  | Sestup do Serie B                    |

## Střelecká listina
Nejlepším střelcem tohoto ročníku Serie A se stal italský útočník Francesco Graziani. Hráč AC Turín vstřelil 21 branek.
| P. | Nár    | Hráč               | Tým            | Branky |
| -- | ------ | ------------------ | -------------- | ------ |
| 1. | Itálie | Francesco Graziani | AC Turín       | 21     |
| 2. | Itálie | Roberto Pruzzo     | Janov 1893     | 18     |
| 3. | Itálie | Roberto Bettega    | Juventus FC    | 17     |
| 4. | Itálie | Giuseppe Savoldi   | SSC Neapol     | 16     |
| 4. | Itálie | Paolo Pulici       | AC Turín       | 16     |
| 6. | Itálie | Oscar Damiani      | Janov 1893     | 11     |
| 7. | Itálie | Bruno Giordano     | SS Lazio       | 10     |
| 7. | Itálie | Roberto Boninsegna | Juventus FC    | 10     |
| 9. | Itálie | Claudio Desolati   | AC Fiorentina  | 9      |
| 9. | Itálie | Carlo Muraro       | FC Inter Milán | 9      |
| 9. | Itálie | Franco Vannini     | AC Perugia     | 9      |

## Vítěz
| Serie A 1976/77 Juventus FC (17. titul) |